# أفاتار (فلم 1916)
أفاتار هو فيلم صامت إيطالي مفقود، أنتج عام 1916. وهو مقتبس عن رواية أفاتار التي كتبها ثيوفيل غوتييه عام 1856.  أخرجه كارمين جالون وأدى البطولة سوافا جالون. وفي المملكة المتحدة عُرف الفيلم أيضًا باسم الساحر.

## الممثلون
- سوافا جالون
- أندريا هاباي
- أوغستو ماستريبيتري
- أمليتو نوفيلي

## روابط خارجية
- أفاتار  في قاعدة بيانات الأفلام على الإنترنت (بالإنجليزية)